# Greenville (Carolina del Sur)

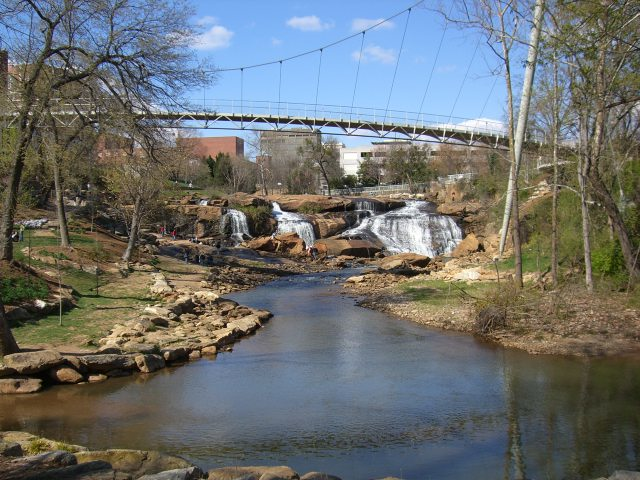
Río Reedy a su paso por el parque Falls

Greenville es una ciudad de tamaño medio y sede de condado del condado de Greenville, el condado más poblado en Carolina del Sur[cita requerida], Estados Unidos. Greenville está situada en la parte alta del estado (alejada del océano). La ciudad de Greenville es la ciudad más importante en la región metropolitana estadística (MSA) de Greenville-Mauldin-Easley. Según el censo de 2000 la ciudad tiene una población de 56 002 habitantes y el área urbanizada alcanza una población de 302 194 habitantes. Se encuentra a poco distancia de la ribera izquierda del río Saluda.
Greenville es la ciudad más importante del área estadística combinada CSA Spartanburg-Anderson. El CSA, una región de 8 condados al noroeste de Carolina del Sur se conoce como el "Upstate".
Greenville está localizado a medio camino entre las ciudades de Atlanta y Charlotte junto a la autopista I-85, y su área metropolitana se accede desde la autopistas I-385 y I-185.

## Geografía

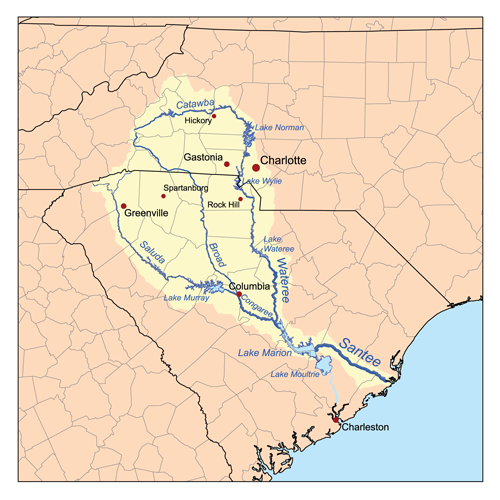
Ubicación de Greenville en un mapa de la cuenca del río Santee

Greenville está situado en 34°50′40″N 82°23′8″O / 34.84444, -82.38556 (34.844313, -82.385428), entre Atlanta (190 km al suroeste), Charlotte (140 km noreste) y Columbia (140 km al sureste). Este privilegiado emplazamiento ha sido decisivo para el establecimiento de importantes centros logísticos cómo el de la empresa FedEx.
Greenville está a los pies de los Montes Apalaches y por ello son abundantes las colinas. El punto más alto en Carolina del Sur, Sassafras Mountain, no está lejos, en la parte norte del condado de Pickens, adyacente al condado de Greenville por el oeste. Paris Mountain, donde están situadas la mayoría de torres de radio y televisión de la zona, es el segundo pico más elevado de la zona y ofrece una espléndida vista del centro de la ciudad a una distancia de 10 km. Según la oficina del censo americano (U.S. Census Bureau), Greenville tiene un área total de 67.7 km² de los cuales 67.5 km² son tierra y 0.2 km² agua.
| Parámetros climáticos promedio de Greenville, Carolina del Sur (Aeropuerto Internacional de Greenville-Spartanburg), normales 1991–2020,extremos 1884–presente | Parámetros climáticos promedio de Greenville, Carolina del Sur (Aeropuerto Internacional de Greenville-Spartanburg), normales 1991–2020,extremos 1884–presente | Parámetros climáticos promedio de Greenville, Carolina del Sur (Aeropuerto Internacional de Greenville-Spartanburg), normales 1991–2020,extremos 1884–presente | Parámetros climáticos promedio de Greenville, Carolina del Sur (Aeropuerto Internacional de Greenville-Spartanburg), normales 1991–2020,extremos 1884–presente | Parámetros climáticos promedio de Greenville, Carolina del Sur (Aeropuerto Internacional de Greenville-Spartanburg), normales 1991–2020,extremos 1884–presente | Parámetros climáticos promedio de Greenville, Carolina del Sur (Aeropuerto Internacional de Greenville-Spartanburg), normales 1991–2020,extremos 1884–presente | Parámetros climáticos promedio de Greenville, Carolina del Sur (Aeropuerto Internacional de Greenville-Spartanburg), normales 1991–2020,extremos 1884–presente | Parámetros climáticos promedio de Greenville, Carolina del Sur (Aeropuerto Internacional de Greenville-Spartanburg), normales 1991–2020,extremos 1884–presente | Parámetros climáticos promedio de Greenville, Carolina del Sur (Aeropuerto Internacional de Greenville-Spartanburg), normales 1991–2020,extremos 1884–presente | Parámetros climáticos promedio de Greenville, Carolina del Sur (Aeropuerto Internacional de Greenville-Spartanburg), normales 1991–2020,extremos 1884–presente | Parámetros climáticos promedio de Greenville, Carolina del Sur (Aeropuerto Internacional de Greenville-Spartanburg), normales 1991–2020,extremos 1884–presente | Parámetros climáticos promedio de Greenville, Carolina del Sur (Aeropuerto Internacional de Greenville-Spartanburg), normales 1991–2020,extremos 1884–presente | Parámetros climáticos promedio de Greenville, Carolina del Sur (Aeropuerto Internacional de Greenville-Spartanburg), normales 1991–2020,extremos 1884–presente | Parámetros climáticos promedio de Greenville, Carolina del Sur (Aeropuerto Internacional de Greenville-Spartanburg), normales 1991–2020,extremos 1884–presente |
| Mes | Ene. | Feb. | Mar. | Abr. | May. | Jun. | Jul. | Ago. | Sep. | Oct. | Nov. | Dic. | Anual |
| --- | --- | --- | --- | --- | --- | --- | --- | --- | --- | --- | --- | --- | --- |
| Temp. máx. abs. (°C) | 27.8 | 27.2 | 32.8 | 34.4 | 37.8 | 40.6 | 41.7 | 40.6 | 38.3 | 36.7 | 30 | 26.1 | 41.7 |
| Temp. máx. media (°C) | 11.6 | 13.9 | 18 | 22.9 | 26.8 | 30.7 | 32.4 | 31.4 | 28.2 | 22.8 | 17.2 | 12.7 | 22.4 |
| Temp. media (°C) | 5.8 | 7.7 | 11.6 | 16.1 | 20.5 | 24.6 | 26.5 | 25.8 | 22.5 | 16.5 | 10.9 | 7.1 | 16.3 |
| Temp. mín. media (°C) | 0.1 | 1.6 | 5.1 | 9.3 | 14.2 | 18.6 | 20.7 | 20.2 | 16.9 | 10.2 | 4.7 | 1.6 | 10.2 |
| Temp. mín. abs. (°C) | -21.1 | -20.6 | -11.7 | -5.6 | -2.8 | 4.4 | 11.7 | 10 | 0 | -3.9 | -11.7 | -16.1 | -21.1 |
| Precipitación total (mm) | 104.6 | 97.5 | 113.8 | 102.6 | 103.4 | 99.1 | 122.4 | 118.4 | 94.7 | 91.2 | 97.5 | 116.3 | 1261.6 |
| Nevadas (cm) | 4.1 | 2.5 | 1.5 | 0 | 0 | 0 | 0 | 0 | 0 | 0 | 0.3 | 1.5 | 9.9 |
| Días de precipitaciones (≥ 0.2 mm) | 10.4 | 9.4 | 10.2 | 9.7 | 9.7 | 10.8 | 12.0 | 11.1 | 8.0 | 7.1 | 8.5 | 10.0 | 116.9 |
| Días de nevadas (≥ 0.2 cm) | 1.1 | 0.7 | 0.3 | 0.0 | 0.0 | 0.0 | 0.0 | 0.0 | 0.0 | 0.0 | 0.1 | 0.4 | 2.6 |
| Horas de sol | 176.6 | 182.7 | 236.2 | 264.7 | 269.2 | 270.8 | 267.8 | 253.9 | 229.2 | 235.2 | 184.3 | 169.4 | 2740 |
| Humedad relativa (%) | 65.8 | 62.6 | 62.1 | 60.7 | 68.5 | 70.5 | 74.0 | 75.6 | 75.8 | 70.9 | 68.2 | 67.7 | 68.5 |
| Fuente: NOAA (humedad 1962–1990, horas de sol 1961–1990) | | | | | | | | | | | | | |

### Geologíaysismología
En Greenville se ha venido explotando minas de oro y otros minerales desde comienzos del siglo XIX. Rubíes, amatistas, granates, turmalinas, unaquitas y esmeraldas pueden encontrarse en un radio de 100 km de la ciudad, probablemente arrastrados por ríos de las montañas cercanas[cita requerida]. El granito es abundante en el área y se extrae en el condado de Greenville, así como en los condados vecinos.
Greenville está situada sobre fallas adyacentes a la falla de Brevard, un sistema mayoritariamente tranquilo que, no en vano, ha experimentado algunos terremotos de hasta 6.0 grados en la escala de Richter en los últimos 50 años; sin embargo, terremotos locales de menos de 3 grados son habituales. Gran parte de la ciudad está situada sobre varias líneas de las fallas que parecen concurrir alrededor de Paris Mountain, un inselberg bajo el cual se encuentra la ciudad. Esta actividad podría asociarse con la construcción del Lago Hartwell.[cita requerida] Desde 1990 Greenville ha experimentado aproximadamente 15 temblores perceptibles principalmente en el área de Sandy Flats.

## Gobierno
La ciudad de Greenville se creó en el año 1831 y se le conocía como la Villa de Greenville. En 1869 la Villa de Greenville cambió sus estatutos para denominarse Ciudad de Greenville. El 14 de febrero de 1907 la Ciudad de Greenville creó nuevos estatutos. El 10 de agosto de 1976, la Ciudad de Greenville adoptó la forma de gobierno concejo municipal. El nuevo Certificado de Incorporación fue hecho público por la Secretaría de Estado el 11 de agosto de 1976.
Bajo esta forma de gobierno, el alcalde y el concejo municipal establecen las pautas para el desarrollo de la ciudad. El concejo municipal funciona como un consejo de administración en el que el alcalde hace las veces de director. Aunque los miembros del consejo de la ciudad dedican mucho tiempo a esta tarea no son empleados de jornada completa.
El presidente o jefe ejecutivo de la corporación es el city manager (al español gerente municipal). El gerente municipal es responsable de las operaciones diarias relativas a la administración del presupuesto anual, el cual es aprobado por el concejo municipal. Todos los empleados de la ciudad están subordinados de forma directa o indirecta al gerente municipal, con excepción del juez municipal y el abogado municipal. Estos dos cargos así como el cargo de gerente muncicipal son elegidos por el concejo municipal. También son elegidos por el concejo todos los jueces administrativos y asistentes.
Greenville aloja también el gobierno del condado.

## Historia
Esta área fue parte de la reserva protegida de los cheroquis tras el tratado de 1763 que supusiera el final de la guerra franco-indígena. En principio ningün hombre blanco podía penetrar en la reserva, si bien algunas familias ya se habían establecido en la parte interior de los bordes limítrofes y comerciantes blancos cruzaban el área de forma regular. El primer hombre blanco en establecerse en el área de forma definitiva fue Richard Pearis, quien se asentara junto a las cascadas del Reedy River poco después de 1770, en lo que es hoy el centro de la ciudad. Paris Mountain, montaña con bellas vistas de la ciudad fue nombrada en su honor.
Durante la revolución, los cheroquis (y pearis) sitiaron junto a los británicos. Tras la campaña de 1776, los cheroquis aceptaron con el Tratado de DeWitt's Corner ceder a Carolina del Sur territorios que incluyen lo que es hoy el condado de Greenville.
Greenville se denominó originariamente Pleasantburg. El Condado de Greenville se creó en 1786 a partir del distrito de Spartanburg (hoy Condado de Spartanburg) pero se denominó Distrito de Greenville entre 1800 y 1868. El nombre Greenville proviene probablemente del general revolucionario americano Nathanael Greene.[cita requerida] Greenville fue el distrito responsable del distrito Pendleton (hoy en día condado de Anderson), del distrito de Pickens (hoy condado de Pickens) y del distrito de Oconee (hoy condado de Oconee).
Durante la Primera Guerra Mundial Greenville sirvió como campamento de entrenamiento para los reclutas del ejército de tierra. Esto propició el desarrollo de la base de la fuerza aérea de Donaldson, una de los pilares económicos de Greenville.
Durante la Segunda Guerra Mundial se construyó la base de la fuerza aérea de Donaldson lo que sería de vital importancia para la economía de la Ciudad de Greenville. Donaldson sirvió como base militar hasta finales de los años 1950 cuando se devolvió a la ciudad, que la ha desarrollado en un parque industrial. Contiene barracas históricas de estilo militar que hoy en día ubican a diferentes empresas.
Desde 1870 hasta finales de los 1950 y comienzos de los 1960 Greenville mantuvo un severo código segregatorio. La tensión racial estuvo latente resultando en linchamientos esporádicos de afroamericanos que retaban las normas establecidas. En 1949 la supuesta violación de una mujer blanca por un hombre negro provocó la formación de un grupo de linchamiento con labores de vigilancia. Este grupo tomó la cárcel para colgar al sospechoso sin juicio alguno.[cita requerida]
Las personas de raza negra del área tenían que sufrir restricciones segregatorias como por ejemplo ocupar la parte final de autobús, no podían hospedarse en alojamientos con huéspedes blancos, debían sentarse en los balcones de las alas de los teatros, etc. Especialmente significante fue la restricción de las personas de raza negra a la biblioteca pública, lo que motivo el activismo de Jesse Jackson, quien se encerrara en un negocio de Greenville ("F.W. Woolworth's Five and Dime") en lo que sería una de sus primeras acciones previas a convertirse en un líder de los derechos humanos. [cita requerida] En comparación con eventos similares ocurridos en Birmingham (Alabama), las protestas fueron pacíficas.

## Atracciones
Como mayor ciudad en el Upstate, Greenville ofrece muchas actividades y atracciones. Siendo testigo de importantes conciertos y obras de teatrales. Hay cuatro teatros independientes que ofrecen varios espectáculos al año.

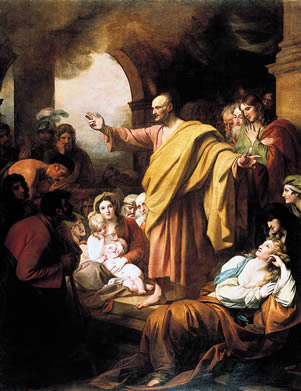
La ofrenda de San Pedro en Pentecostés por Benjamin West

- Museo de la Universidad Bob Jones. Bob Jones, Jr. fue un conocedor del arte europeo que se concentró inicialmente en coleccionar barroco italiano, un estilo en declive y relativamente económico tras la Segunda Guerra Mundial. Cincuenta años tras la apertura de la galería, la colección BJU incluía más de 400 pinturas europeas de entre los siglos XIV y XIX (principalmente previos al siglo XIX), mobiliario de la época, y una destacada colección de iconos rusos. El museo incluye también una recopilación de antigüedades de la Tierra Santa de comienzos del Cristianismo recolectados por Frank y Barbara Bowen, misioneros y arqueólogos aficionados.

La galería destaca especialmente en pinturas barrocas incluyendo trabajos importantes de Rubens, Tintoretto, Veronés, Cranach, Gérard David, Murillo, Mattia Preti, Ribera, van Dyck y Gustave Doré. El museo incluye también siete lienzos de gran tamaño que son parte de una serie de Benjamin West pintados para George III llamados "El Progreso de la religión revelada" (del inglés "The Progress of Revealed Religion") exhibidos en la capilla en memoria de la guerra.
- Frank Lloyd Wright House es una de las últimas casas privadas que Wright diseñara y construyera. Fue creada a comienzos de los años 1950 a petición de dos bibliotecarios del condado. La casa está situada a pies de la calle Roper Mountain Road en Pine Woods y es de propiedad privada. La casa está listada en varios libros sobre la obra de Wright.
- The Hans Einstein House. Hans Einstein fue el hijo de Albert Einstein, el famoso físico y matemático, quien visitara la casa de forma frecuente. La casa está situada en la calle Earle Street en el Distrito Histórico (del inglés "Historic District"). Hans impartió clase en Furman University y tanto él como su padre se dejaron ver frecuentemente paseando en el centro del viejo Furman Campus, hoy County Square. Albert fue miembro del consejo de administración de Black Mountain College y por ello se acercaba frecuentemente Greenville cuando tenía reuniones en Black Mountain (Carolina del Norte), Carolina del Norte. (Black Mountain está situado a aproximadamente 100 km de Greenville)

- La Walter and Minnie Quinn Gassaway Mansion situada en East North Street. Walter fue el banquero más importante de Greenville y dueño del molino en los 1920s. El Señor Gassaway se pasó de un chico pobre del campo a millonario. La mansión se finalizó justo antes del crack de la bolsa en 1929. El Sr. Gassaway murió de un ataque al corazón y la casa fue vendida. El condado de Greenville la compró posteriormente para hacer de ella el primer sitio del museo de arte del Condado de Greenville (del inglés Greenville County Art Museum) en los años 1950. Después de que el museo se mudara a College Street fue alquilado a ciudadanos privados. A finales de los años 1990, se puso de nuevo en venta y el condado lo vendió por 1.000.000 dólares a un grupo judío que lo usó como templo. El grupo lo vendería de nuevo después de un par de años para volver a manos privadas. Los visitantes pueden contemplar la fachada y contactar con los propietarios para una visita privada.

- The Greenville County Museum of Art cuenta con importantes colecciones de Andrew Wyeth y Jasper Johns, así como una colección sureña que sigue la historia del arte americano.
- Roper Mountain Science Center es propiedad el Distrito Escolar del Condado de Greenville (del inglés Greenville County School District), que es quien lo dirige. Hay caminos naturales, una granja en funcionamiento y uno de los mayores telescopios refractores del mundo.

- Paris Mountain State Park situado a tan solo 10 km del centro de Greenville es un interesante lugar para escaparse. Con sendas donde se puede contemplar naturaleza pura, camping, canoas y la música anual del Woods Festival. El parque fue renovado en 2006-2007.

### Centros de atracción
- Carolina First Center, conocido anteriormente como el Palmetto Expo Center, es el mayor centro de convenciones de Carolina del Sur y uno de los mayores de la costa este de los Estados Unidos. Cuenta con 29.300 m² (315000 ft²) de espacio para exposiciones y 8.200 m² (88000 ft²) de espacio para reuniones y conferencias. En él se celebran muchas ferias comerciales, convenciones y otros tipos de eventos cada año.
- BI-LO Center es un estadio cerrado con 15.000 asientos[6] en el centro de Greenville, lugar de importantes conciertos y eventos deportivos.
- Peace Center, es un centro cultural lugar de espectáculos de Broadway, sinfonías, conciertos y eventos cívicos. De fama internacional por su excelente acústica, el Peace Center es también anfitrión del Teatro Ballé de Carolina (del inglés Carolina Ballet Theatre), la orquesta sinfónica de Greenville (del inglés Greenville Symphony Orchestra) y la Coral de Greenville (del inglés Greenville Chorale).
- El Warehouse Theatre es un teatro negro (populares en los años 60 y 70), en funcionamiento desde 1974, situado en el "Historic West End".
- El South Carolina Governor's School For The Arts & Humanities es un instituto residencial fundado por el estado para bellas artes y lugar de muchos espectáculos y exhibiciones organizadas por los estudiantes.
- Bob Jones University presenta una ópera durante el semestre primaveral y obras de Shakespeare en ambos semestres. Un evento llamado Vespers celebrado el domingo por la tarde y presentado de forma ocasional a lo largo del año escolar en el auditorio Rodeheaver, combina música, charlas y drama y atrae a numerosos visitantes no pertenecientes al campus.[7] El auditorio Rodeheaver posee un órgano tubular con 57 cavidades mejorado de forma digital en 2004.[8] Cada Pascua la Universidad y el Museum & Galerie presentan "Galería Viva" (del inglés Living Gallery), una serie de tableaux vivants recreando trabajos de arte religioso usando modelos vivos disfrazados en un fondo de pinturas en dos dimensiones.[9]
- Furman University presenta de forma regular recitales de órgano en su capilla a cabo de Fisk Organ y en el auditorio McAlister a cabo de Walter Holtkamp Organ. Furman es también anfitrión de conciertos y otros espectáculos en el campus en el Timmons Arena. El Younts Conference Center de Furman dispone también de un lugar de reuniones.

### De compras
Greenville es el principal destino de compras del Upstate, además nuevos centros de compras se encuentran en construcción tales como The Point, que cuenta con 50.000 m² (50000 sq²) de venta minorista, 60.000 m² (600000 sq²) de oficinas y un hotel de 420 habitaciones en un espacio de 30.000 m² (300000 sq²) o Magnolia Park Town Center, un centro de compras que incluye un Costco. Haywood Mall es el centro de compras más grande de Carolina del Sur. En él hay muchas de las únicas representaciones de marcas exclusivas en el estado como Aerosoles, The Body Shop, Helzberg Diamonds, Guess?, Godiva Chocolatier, y The Buckle. En el centro de Greenville también hay numerosas tiendas especializadas y boutiques.

### Distintivos
- Falls Park on the Reedy (al español El parque de las cascadas junto al río Reedy) es un famoso parque regional en West End (en el centro de la ciudad) con bellos jardines y varias cascadas. El parque aloja el Liberty Bridge, un puente colgante para peatones sobre el Reedy River.
- El Greenville County Museum of Art (al español Museo de Are del Condado de Greenville) se ha especializado en arte americano, especialmente con una perspectiva sureña de comienzos del siglo XVIII. Cabe destacar sus colecciones de Andrew Wyeth y Jasper Johns, así como colecciones contemporáneas de destacados artistas tales como Andy Warhol y Georgia O'Keeffe entre otros.
- El Bob Jones University Museum and Gallery (al español Museo y Galería de la Universidad de Bob Jones) alberga una colección de arte religioso en el campus de la Bob Jones University.
- Zoo de Greenville, en el parque Cleveland.
- Centro Científico Roper Mountain esta a disposición de los estudiantes de la zona y es el planetario más grande en Carolina del Sur.

- En el campus de Furman University puede encontrarse un famoso campanario con un carillón de 61 campanas, uno de los mayores en el sureste de los Estados Unidos. El campus también cuenta con un jardín japonés auténtico.

- El antiguo edificio de Duke Power tiene un candelabro en la entrada principal que pesa más de dos toneladas hecho especialmente para este menester. También cabe destacar el edificio de Greenville Waterworks junto a la vía Highway 123 y la calle Washington Street en el centro de Greenville.

### Eventos anuales
- InnoVenture se celebra el mes de marzo y está producido por Swamp Fox con el fin de conectar gente con ideas con gente con experiencias, recursos y relaciones. InnoVenture atrae a participantes de la industria, universidades, empresarios, inversores y servicios de todo el sureste de los Estados Unidos.
- ARTISPHERE se celebra en abril y es una escaparate del arte de carácter internacional proveyendo una diversa agenda de experiencias relacionadas con el arte.
- St. Francis Fall for Greenville es un importante festival celebrado el segundo fin de semana de octubre. En el festival puede disfrutarse buena comida local, espectáculos en directo en diferentes escenarios y la carrera ciclista Greenville Cycling Classic.
- Arts in the Park es un destacado festival de arte celebrado en el Falls Park junto al centro de la ciudad.
- Reedy River Run es una carrera de 10 kilómetros con una nutrida participación a finales de febrero - comienzos de marzo.
- The Red Party es una fiesta anual de danza, celebrada en el History Museum of the Upcountry, es una evento con el fin de recaudar fondos para AID Upstate, una organización que lucha contra el sida en el Upstate de Carolina del Sur (condados de Anderson, Oconee, Pickens y Greenville).
- Campeonatos de ciclismo en ruta de los Estados Unidos - celebrado a comienzos de septiembre, atrae profesionales del ciclismo compitiendo por la corona de campeón de ciclismo de carretera de Estados Unidos y de campeón en contrarreloj.
- Los amantes de la comida y la cultura tienen una cita con Southern Exposure a mediados de septiembre, con demostraciones de cocineros de renombre, degustaciones, rutas de vino y música.
- A mediados de mayo se organiza un festival griego junto a la iglesia griego-ortodoxa.
- Music in the Woods es un festival gratuito en el anfiteatro del parque nacional Paris Mountain. Este festival anual alberga a diferentes artistas locales todos los sábados de forma ininterrumpida desde abril hasta agosto.

## Rejuvenecimiento del Centro
En un principio, las edificaciones de Greenville se demolieron y construyeron de forma frecuente. Greenville cuenta con una de las últimas casas construidas por Frank Lloyd Wright.
Llegó un momento que los comercios del centro fueron a menos y los centros de compras en los años 60 atrajeron a los clientes a los suburbios de la ciudad. El resultado fue un centro moribundo dentro de una región en crecimiento. Por ello, la ciudad comenzó un proyecto de rejuvenecimiento para relanzar el centro de la ciudad.
Inicialmente se concentró en mejorar la imagen del paisaje de las calles y mejorar el tráfico, incluyendo el estrechamiento de Main Street (la calle principal) de 4 a 2 carriles para así ampliar las aceras, colocar aparcamientos, árboles, flores y farolas, creando a la vez pequeños parques y plazas por todo el centro. Este proceso comenzó en los años 60 con el alcalde von Heller originario de Austria. El paisaje del centro fue diseñado por el arquitecto Lawrence Halprin.
En los años 80 se sentaron las bases de un plan de acción ejemplar de como atraer negocios que se relocaran en el centro de la ciudad. La ciudad trabajó con consejeros para crear un plan de acción y facilitar la inversión mixta de capital público y privado lo que resultó en el primer hotel de lujo en Main Street (Westin Hotel).
A lo largo de los años 90 Greenville continuó fortaleciendo las iniciativas de capital mixto a lo largo del centro. La ciudad se transformó de una lánguida área industrial en un complejo de artes que incorporara edificaciones de valor histórico. La apertura de numerosas oficinas, restaurantes y comercios contribuyó a la atracción de habitantes en el centro de la ciudad
El National Trust for Historic Preservation otorgó a Greenville en 2003 el galardón de Great American Main Street Award (al español Gran Galardón a la Calle Principal Americana).

## Educación
Los centros de enseñanza pública primaria y secundaria de Greenville forman parte de Greenville County School District, el distrito más grande en Carolina del Sur. Greenville también cuenta con numerosas escuelas privadas y religiosas. Un importante estandarte de la educación, el South Carolina Governor's School for the Arts & Humanities, está ubicado en Greenville sobre el Falls Park on the Reedy. Además Greenville también dispone del Greenville Fine Arts Center, un programa no interino de artes sin costo alguno para los estudiantes de bachiller que viven en el condado de Greenville.
Greenville cuenta con un total de institutos de bachiller públicos en el condado:

### Escuelas públicas
- Berea High School
- Blue Ridge High School
- Carolina Academy
- Eastside High School (Taylors, South Carolina)
- South Carolina Governor's School For the Arts & Humanities
- Greenville High Academy
- Greenville Technical Charter High School
- Greer High School
- Hillcrest High School
- J. L. Mann High School
- Mauldin High School
- Riverside High School
- Southside High School
- Travelers Rest High School
- Wade Hampton High School
- Woodmont High School

### Escuelas privadas
- Christ Church Episcopal School
- Hampton Park Christian School
- Hidden Treasure Christian School
- Saint Joseph's Catholic School
- Shannon Forest Christian School
- Southside Christian School
- Tabernacle Christian School
- Bob Jones Academy
- Bob Jones Junior High
- Bob Jones Elementary School

### Universidades y escuelas de enseñanza universitaria
- Furman University - furman.edu
- Bob Jones University - bju.edu
- North Greenville University - ngu.edu
- Greenville Technical College - gvltec.edu
- ECPI College of Technology - ecpi.edu
- ITT Technical Institute - = 72 itt-tech.edu (enlace roto disponible en Internet Archive; véase el historial, la primera versión y la última).
- Strayer University - strayer.edu
- University Center of Greenville — es un consorcio de 7 universidades que ofrece u programa limitado en Greenville: Las universidad de Clemson, Lander, South Carolina State y Furman, Medical University of South Carolina, University of South Carolina y la USC Upstate.
- Webster University - webster.edu Archivado el 3 de abril de 2008 en Wayback Machine.

### Seminarios
- Seminario de la Universidad Bob Jones University
- Destiny Bible College
- Instituto Evangélico
- Geneva Reformed Seminary - Regido por la Free Presbyterian Church de Norteamérica
- Greenville Seminario Teológico Presbiteriano
- Holmes Bible College

## Economía
La economía de Greenville se basaba anteriormente principalmente en la manufactura textil. De hecho a la ciudad se le llegó a conocer como La capital mundial del textil. En las últimas décadas, los bajos salarios y los beneficios fiscales han atraído a numerosas empresas extranjeras. Greenville es la capital en Norteamérica de Michelin y alberga también a BMW Manufacturing Corp., la planta de producción más importante de la empresa bávara BMW fuera de Alemania. Recientemente la International Center for Automotive Research (ICAR) ha sido creado por un consorcio incluyendo Clemson University, BMW, Timken, IBM, Microsoft, Michelin y la Society of Automotive Engineers International (SAE) (al español Sociedad Internacional de Ingenieros de la Automoción). En los alrededores de ICAR junto a la autopista I-85 se ha creado una enorme área de oficinas, The Millennium Campus, para atraer más inversiones de compañías importantes como Hubbell Lighting, Inc., fabricante de sistemas de alumbrado. Lockheed Martin Aircraft & Logistics Center cuenta con una instalación de mantenimiento de aeronaves importante en Greenville en Donaldson Center Industrial Air Park, una antigua base de las fuerzas aéreas de los EE. UU. El Donaldson Center también aloja a 3M, Honeywell y a Stevens Aviation.

## Salud
Greenville es un centro médico de renombre y cuenta con dos conglomerados de salud de importancia:
- Bon Secours St. Francis Health System, que incluye ST. FRANCIS downtown, ST. FRANCIS eastside, St. Francis Outpatient Center y Upstate Surgery Center, ha sido catalogado como uno de los mejores hospitales de los Estados Unidos por HealthGrades en cirugía del corazón y servicios ortopédicos generales.

- Greenville Hospital System University Medical Center es un centro médico-académico sin ánimo de lucro, con 5 campus incluyendo el Patewood Memorial Hospital. Es la organización con mayor número de trabajadores del estado[cita requerida].

También cabe mencionar el Greenville Shriners Hospital que trata exclusiamente a pacientes con problemas pediátricos y ortopédicos sin cargo alguno.

## Transportes
Greenville está ubicado en el corridor de la Interstate 85, a medio camino entre Atlanta (Georgia) y Charlotte (Carolina del Norte). La parte norte de la autopista Interstate 385 termina en el centro de la ciudad, al igual que la Interstate 185 y la U.S. Highway 123 (Calhoun Memorial Highway). Otras vías de importancia incluyen U.S. 25, U.S. 29 y U.S. 276.
Hay varios aeropuertos dando servicio al área de Greenville. El más importante de la región, Greenville-Spartanburg International Airport abreviado, GSP también es el de más tráfico en todo el estado con conexiones a las mayores ciudades del país y con servicio de las principales aerolíneas. El Greenville Downtown Airport (GMU), en donde pueden aterrizar jets privados, helicópteros y otras aeronaves, es el tercero de más tráfico en el estado. Greenville sirve también como centro logístico para Federal Express, Air Canada, Lufthansa y British Airways.
El tren Crescent train de Amtrak conecta Greenville con las ciudades de Nueva York, Filadelfia, Baltimore, Washington D. C., Charlotte, Atlanta, Birmingham y Nueva Orleans. La estación de Amtrak está situada en 1120 West Washington Street. Además, Greenville está incluida en los planes del Southeast High Speed Rail Corridor, que discurrirá entre Washington (D.C.) y Birmingham (Alabama).
El servicio público en la ciudad de Greenville es tarea de Greenville Transit Authority (GTA). Las líneas de GTA cubren la ciudad y gran parte del condado. Como preparación para el futuro, los líderes de la ciudad están trabajando en la fase de planificación de un sistema integral de transporte que ayude a descongestionar el elevado tráfico en las autopistas interestatales y demás vías. Entre las posibilidades barajadas están la expansión de las rutas actuales del GTA, la creación de un tren-tranvía desde Travelers Rest hasta el centro de Greenville y líneas ferroviarias que conecten importantes centros suburbanos con centros urbanos de oficinas y compras.

## Conjuntos deportivos

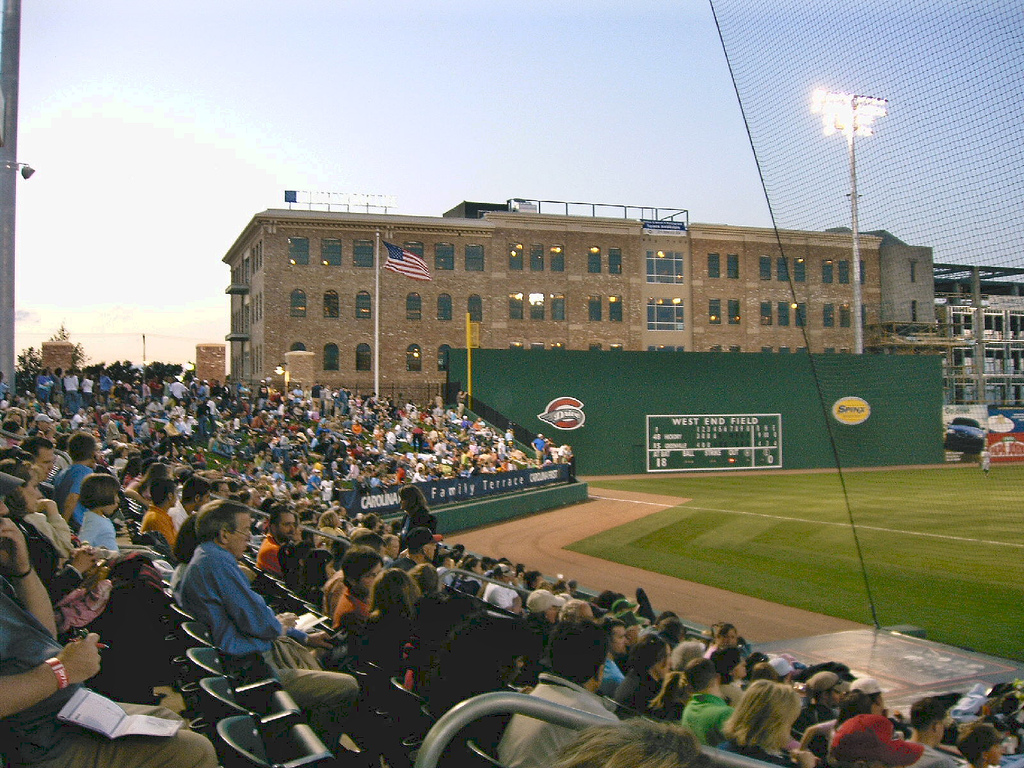
Espectadores en un juego del Greenville Drive.

Greenville ha sido lugar de varios equipos en ligas menores:
- Greenville Drive, es un equipo de una liga de béisbol menor afiliada a los Boston Red Sox. El equipo comenzó su primera temporada en el nuevo estadio en el centro de la ciudad el 6 de abril de 2006.
- Greenville Grrrowl, un equipo de hockey de la liga menor ECHL. Dejó de estar en activo en julio de 2006.
- Greenville Braves, un equipo de béisbol de una liga menor que jugara en Greenville desde 1984 hasta 2004. Entonces se desplazó a Pearl, Misisipi.
- Greenville Groove, un equipo de la liga menor de baloncesto NBA D-League. Dejó de estar activo en 2003.
- Greenville Griffins, un equipo de rugby que compite en la USA Rugby South Division II.
- Carolina Rhinos, equipo de fútbol americano fundado en 2000, y que dejara Greenville en 2002 para convertirse en Carolina Cobras

Furman University:
- Los Furman Paladins (Furman University) compiten en la NCAA Division I de fútbol americano. Furman football es miembro de Football Championship Subdivision (FCS), conocido previamente como Division I-AA. Ganó el campeonato nacional en 1988. La división atlética de Furman Paladins compite en varios escnarios incluyendo 'Paladin Stadium, Timmons Arena y Eugene Stone Soccer Stadium. Furman es miembro de la Southern Conference.

Hay al menos cuatro estadios de fútbol americano y de béisbol en la propia ciudad y muchos en los alrededores con una capacidad total de unos 100.000 espectadores. También hay un nutrido número de campos de fútbol y al menos tres piscinas municipales y muchas privadas.
La vela así como los botes acuáticos son populares en Greenville. Aunque la ciudad no tiene salida al mar, hay numerosos lagos de gran tamaño a una distancia menor de 80 kilómetros tales como Jocassee, Keowee o Hartwell.
La antorcha olímpica ha pasado varias veces por Greenville y la ciudad es un participante activo en los Special Olympics.

## Arte
Greenville cuenta con una comunidad artística muy activa, con un número importante de escenarios para dar lugar a los eventos. El Bi-Lo Center, terminado en 1998, es lugar de numerosos tours de muchos grupos y bandas populares y el Peace Center es un marco ideal para obras y orquestas.

### Artes visuales
La ciudad alberga estudios y galerías de numerosos artistas locales especialmente en el área del West End. Greenville también dispone de numerosos destacables museos de arte:
- El Greenville County Museum of Art cuenta con la colección de Andrew Wyeth, fue fundado en parte gracias a las contribuciones del empresario local Arthur McGill. Hoy es atracción de estudiantes de arte de todo el país y cuenta con piezas de Jackson Pollack, Jonathan Greene, Georgia O'Keeffe y de artistas de Carolina del Sur tales como Jasper Johns y William H. Johnson.
- El Bob Jones University Museum & Gallery dispone de una de las colecciones de obras maestras europeas más importantes de todo el país, especialmente del barroco francés e italiano. La colección cuenta con más de 400 pinturas entre los siglos XIV y XIX, muebles de la épcca y una destacada colección de iconos rusos. Entre los autores de las obras cabe destacar Rubens, Rembrandt, Tintoretto, Veronese, Cranach, Gérard David, Murillo, Mattia Preti, Ribera, van Dyck y Doré. Siete lienzos de gran tamaño, parte de la colección de Benjamin West llamados "The Progress of Revealed Religion," se muestran en War Memorial Chapel (capilla en memoria a la guerra).[10]

### Teatro
- La ciudad cuenta con una serie de espacios teatrales entre los que cabe destacar Center Stage, el Teatro Warehouse Archivado el 3 de agosto de 2020 en Wayback Machine., Greenville Little Theatre, el South Carolina Children's Theatre y Cafe and Then Some.

### Música
Greenville tiene una escena musical activa con frecuentes conciertos de bandas de jazz, country y rock en el centro de la ciudad.
La ciudad alberga a una cantidad importante de orquestas locales, incluyendo la Greenville Symphony Orchestra, Greenville County Youth Orchestra, Carolina Youth Symphony, y la Carolina Pops Orchestra. La Boston Symphony Orchestra, dirigida por Keith Lockhart, originario de Greenville toca de forma regular en el Bi-Lo Center. Las universidades de Furman y de Bob Jones ofrecen cursos de canto y esta última ha celebrado una opera completa a gran escala en marzo desde hace 15 años.

### Baile
La compañía profesional de baile Carolina Ballet Theatre actúa de forma regular en el Peace Center y en otros escenarios. El mayor evento del año es la presentación de El Cascanueces de Chaikovski.

### Literatura
Escritores de fama internacional como William Rowland and Robert Powell o James Rasheed viven (o han vivido) en Greenville o en sus alrededores. Carl Sandburg ha visitado la ciudad de forma frecuente y Dorothy Allison se crio en Greenville, escenario de su primera novela Bastard Out of Carolina.

## Medios de comunicación

### Publicaciones
- The Greenville News es el periódico diario de la ciudad y también el más importante en todo el Upstate en tirada y número de lectores.
- Greenville Journal: Periódico semanal sobre negocios, desarrollo económico, eventos locales y los temas que más preocupan en Greenville.
- Greenville Magazine: Revista mensual con informaciones dirigidas a la clase media y alta.
- = 5468 MetroBEAT: Periódico semanal alternativo conocido anteriormente comoArchivado el 23 de julio de 2008 en Wayback Machine.. Es una publicación de capital local sobre política, arte, entretenimiento, negocios y ocio.
- Upstate Link magazine Archivado el 1 de noviembre de 2005 en Wayback Machine.: Noticiario semanal para el lector joven (20-30) lanzada en enero de 2004.

### Televisión
Greenville es parte de la DMA (área de mercado designada) Greenville-Spartanburg-Anderson-Asheville, la número 36 por tamaño en los Estados Unidos y cuenta con los siguientes canales de televisión afiliados:
- WYFF 4 (NBC)
- WSPA 7 (CBS)
- WLOS 13 (ABC)
- WGGS 16 (Christian Independent)
- WHNS 21 (FOX)
- WNTV 29 (PBS/SCETV)
- WUNF 33 (PBS/UNC-TV)
- WMYA 40 (MyNetwork TV)
- WYCW 62 (The CW)

### Radio
Greenville forma parte del Arbitrion Metro Greenville-Spartanburg-Anderson, situado en el puesto 60 de mercados radiofónicos del país con una población mayor de 12 años de 813.700. Estas son las mayores estaciones de radio:
- 89.3 WLFJ-FM Contemporánea cristiana
- 90.1 WEPR-FM Noticias y música clásica (PBS/NPR/SCETV)
- 92.5 WESC-FM Country (Clear Channel)
- 93.3 WTPT-FM Rock alternativo (Entercom)
- 93.7 WFBC-FM CHR/Pop (Entercom)
- 94.5 WMUU-FM Easy-listening (Gospel Fellowship Association)
- 95.9 WPLS-FM (Radio de Furman University)
- 96.7 WBZT-FM Contemporánea cristiana (Clear Channel)
- 98.1 WHZT-FM Hip-Hop R&B (COX)
- 98.9 WSPA-FM A/C (Entercom)
- 100.5 WSSL-FM Música Country (Clear Channel)
- 101.1 WROQ-FM Classic Rock (Entercom)
- 102.5 WMYI-FM A/C (Clear Channel)
- 103.3 WOLT-FM Música de los 60s-80s (Davidson Media Group)
- 106.3 WGVC-FM Noticias/Charlas (Entercom)
- 107.3 WJMZ-FM Hip-Hop R&B urbano(Cox)
- 162.550 WXJ21 NOAA Radio Station from the SCETV tower on Paris Mountain
- 660 WLFJ-AM Noticias/Charlas
- 1070 WCSZ-AM Música de los 60s-80s
- 1260 WMUU-AM Easy-listening
- 1300 WCKI-AM Radio católica
- 1330 WYRD-AM Noticias/Charlas
- 1540 WTBI-AM Góspel religioso/sureño
- 1400 WSPG-AM ESPN Radio

## Datos demográficos
Según el censo de 2000, la ciudad de Greenville cuenta con 56.002 habitantes, 24.382 hogares, y 12.581 familias. La densidad de población es 829,4 personas por km² (2.148/km²), 27.295 unidades de vivienda con un promedio de 404,2 por km² (1046,9/sq mi). La distribución racial de la ciudad es 62,12% blancos, 33,94% Afroamericanos, 0,14% americanos nativos, 1,27% asiáticos, 0,06% de raza propia de las Islas en el Pacífico, 1,37% de otras razas y 1,11% de dos o más razas. Hispanos Latinos de cualquier raza suponen el 3,44% de la población.
Hay 24,382 hogares de los cuales 22,3% cuentan con menores de 18 años, 32,7% son parejas casadas, 15,5% mujeres sin acompañante masculino, y el 48,4% no son familias. En el 40,8% vive una sola persona y el 12,8% una persona sola de al menos 65 años. El tamaño medio de los hogares es 2,11 miembros y la familia media tiene 2,90.
El 20,0% de la población de la ciudad es menor de 18 años, el 13,8% entre 18 y 24, el 31,3% entre 25 y 44, el 20,5% entre 45 y 64, y el 14,4% mayores de 65 años. La edad media es 35 años. Por cada 100 mujeres hay 89,9 hombres, y por cada 100 mujeres de 18 años o más hay 86,8 hombres.
La renta media anual por hogar fue de 33.144 dólares y la media para una familia 44.125. Los hombres cuentan con un salario medio anual de 35.111 frente a 25.339 de las mujeres. La renta per cápita de la ciudad fue 23.242 dólares. Aproximadamente el 12,2% de las familias y el 16,1% de la población viven bajo el nivel de pobreza, incluyendo entre ellos un 22,7% menores de 18 y un 17,5% mayores de 65 años.

## Personalidades originarias o residentes en Greenville

### Científicos
- Wayne Oates (1917-1999), psicólogo que definiera la consejería pastoral y acuñara el término workahólico (del inglés workaholic).
- Charles H. Townes (1915-), físico ganador del Premio Nobel por inventar el láser.
- John B. Watson, psicólogo influyente que estableciera la escuela psicológica del conductismo.

### Atletas
- Johnny Allen, piloto de NASCAR.
- Kevin Garnett, jugador profesional de baloncesto de Mauldin.
- Lucas Glover, jugador profesional de golf.
- Jay Haas y Bill Haas, jugadores profesionales de golf.
- Charles Warren, jugador profesional de golf.
- George Hincapie, ciclista profesional, terminó segundo en el Tour de Francia.
- Craig Lewis, ciclista profesional.
- Shoeless Joe Jackson (1889-1951), jugador de béisbol de la Major League Baseball con la tercera mejor marca de bates en promedio de la historia.
- Tommy Jones, jugador profesional de bolos.
- Jason Keller y Butch Lindley, pilotos de NASCAR.
- Phil Blackwell, Jugador profesional de golf para ciegos y presidente del USBGA, fue campeón nacional.
- Doug Strange, jugador profesional de béisbol.
- Daniel Dhers, ciclista profesional del bmx.

### Músicos
- Browning Bryant, cantautor.
- Chris Sligh, participante de la sexta edición de American Idol.
- Peabo Bryson, cantante.
- Keith Lockhart, destacado miembro y director de la Boston Pops Orchestra.
- Edwin McCain, cantautor de música pop/rock.
- Sarah Reese, cantante de la Boston Opera bajo el nombre Sarah Caldwell, pionera directora de orquesta femenina.
- Paul Peek, cantante y guitarrista de música pop/rockabilly junto con Gene Vincent
- Aaron Tippin, estrella de la música country.
- Greg Payne, estrella de música country con Piedmont Boys.
- Matt Hagan, Jon Stringer, Robert Stringer, Ronnie Gunter, Brett Pollock estrellas de música country con Festus and the White Trash Band.
- Josh White (c.1915-1969), cantante y guitarrista de música folk, blues, y góspel.
- Mac Arnold, leyenda viva del blues, nacido en Pelzer, Carolina del Sur.
- Karl Sanders vocalista/guitarrista de la antigua banda de death metal Nile.
- Emile Pandolfi, pianista
- Arthur Field, director de la Carolina Pops Orchestra
- Jesse "The Devil" Hughes, vocalista/guitarrista de Eagles of Death Metal.

### Figuras políticas y religiosas
- Jesse Jackson (1941-), candidato a presidente de los Estados Unidos en dos ocasiones, activista por los derechos humanos y ministro baptista[11]
- Robert Reynolds "Bob" Jones, Sr.(1883-1968), evangelista, fundador de Bob Jones University.
- Bob Jones, Jr. (1911-1997), líder fundamentalista, actor shakespeareano, coleccionista de arte.
- John Piper (1946-) Teólogo, ministro y autor de varios libros como Desiring God: Meditations of a Christian Hedonist, pasó la mayor parte de su juventud en Greenville, graduándose en el instituto Wade Hampton.
- Jim DeMint (1951 -) senador de los Estados Unidos.
- William H. Perry, (1839 - 1902) fue un Representante de los Estados Unidos por Carolina del Sur.

### Autores literarios
- Dorothy Allison, autora de Bastard Out of Carolina, actualmente reside en Los Ángeles.
- Cat Bauer, autora de Harley, Like a Person y Harley's Ninth actualmente reside en Venecia, Italia.
- Nicholas Sparks, autor de Message in a Bottle, obra que se escribió en Simpsonville.

### Actores y periodistas
- Jane Robelot, presentador del programa CBS This Morning entre agosto de 1996 y junio de 1999.
- Frank Blair (1916-1995), presentador del programa de la NBC Today Show entre 1953 y 1975. Trabajó antiguamente en la WFBC-TV (ahora WYFF) en Greenville.
- William M. Campbell, nombrado presidente de Discovery Networks U.S. en mayo de 2002. Realizó sus estudios de bachiller en la escuela Christ Church Episcopal
- Tyler Florence, Jefe de Food Network y autor de libros de cocina.
- Bo Griffin, Actriz y presentadora de televisión.
- Orlando Jones, actor.
- Jaimie Alexander, actriz, Kyle XY.
- Joanne Woodward, ganadora de un Oscar de la academia y esposa de Paul Newman.
- Norvin C. Duncan Jr., (1917 - 2003) Pionero de la radio y televisión en Carolina del Sur. Trabajó para WFBC Radio y WFBC-TV (hoy en día WYFF).
- Brittany Robertson, actriz de cine y televisión.

### Militares ilustres
- Rudolph Anderson, fue la única baja de la crisis Cuban Missile Crisis cuando su avión espía U-2 fue derribado.
- Thomas Quinton Donaldson, General de Brigada durante la Primera Guerra Mundial.
- John O. Donaldson (hijo de Thomas), ganador del ace en la Primera Guerra Mundial y del Mackay Trophy. La base Donaldson Air Force lleva su nombre en su honor.
- John M. McConnell, antiguo director de la NSA, vicealmirante retirado de la Fuerza Naval.

## Ciudades hermanadas
Greenville cuenta con las siguientes ciudades hermanadas:
- Italia: Bérgamo
- Bélgica: Kortrijk
- China: Tianjin
- México: Ocotlán